# 張智
張智（？—？），字守愚，直隸順德府鉅鹿縣人，民籍，明朝政治人物。

## 生平
成化十三年（1477年）丁酉科順天府鄉試第八十五名舉人。成化十七年（1481年）中式辛丑科會試第二百二十五名，三甲第六十三名進士。授洛阳县知县。

## 家族
曾祖張伯川；祖父張寬；父張欽，運司知事。母王氏。